# Pierre-André Dufétel
Pour les articles homonymes, voir Dufétel.
Pierre-André Dufétel, né à Boulogne-sur-Mer le 11 novembre 1922 et mort le 4 juin 2014, dans la même ville, est un architecte et un résistant français.

## Biographie

### Enfance et formation
Pierre-André Dufétel naît le 11 novembre 1922 à Boulogne-sur-Mer. Il est le fils de Georges Charles Jules Dufétel, architecte et de Marguerite Marthe Leleu, il est aussi le neveu du décorateur, peintre et sculpteur Jules Leleu.
Il commence ses études à l’École nationale supérieure des beaux-arts en 1942.
Il participe à la première grande manifestation de résistance à Paris le 11 novembre 1940. Après l'arrestation de son père, en septembre 1942, il décide de rejoindre le général de Gaulle en Afrique du Nord, il passe quatre mois dans un camp dans l'Espagne franquiste. Libéré par la Croix-Rouge, il s'engage dans l'aviation, passe ses brevets de pilotage aux États-Unis, et poursuit la guerre, comme pilote, dans les rangs de l’armée américaine,.
Il reprend ses études en 1946, élève de Roger-Henri Expert, Charles Lemaresquier, Alfred Audoul, Jean de Mailly et Henry Pottier, il est lauréat du grand prix de Rome en 1952 et est diplômé le 11 mars 1953.
Il sera architecte en chef des ZUP à partir de 1965, puis conseiller technique, architecte conseil auprès de plusieurs ministères et professeur à l'Académie internationale d'architecture (1988).

### Parcours professionnel
Durant sa carrière, Pierre-André Dufétel construit de très nombreux bâtiments publics principalement dans le Boulonnais. Mais il a également de nombreuses fonctions nationales : architecte en chef des ZUP à partir de 1965, conseiller technique du ministère de l’Éducation Nationale en 1964, architecte conseil du ministère de l’Urbanisme et du Logement (à partir de 1970), architecte coordinateur de l’université de Strasbourg-IIlkirch et professeur à l’Académie internationale d’architecture (1988),,.
À partir de novembre 2007, il est président de l'association des résistants du 11 novembre 1940.

### Mort
Pierre-André Dufetel meurt le 4 juin 2014 à Boulogne-sur-Mer.

### Distinctions
Pierre-André Dufétel est promu commandeur de l'ordre national de la Légion d'honneur, grand officier de l’ordre national du Mérite, commandeur de l'ordre des Palmes académiques et décoré de la croix de guerre 1939-1945.

## Principales réalisations
- 1953-1964 : La cité technique Edouard-Branly (Lycée) à Boulogne-sur-Mer
- 1956 : Jardin des Tintelleries, rue Basse-des-Tintelleries à Boulogne-sur-Mer[7]
- 1958-1961 : Station-service Caltex à Boulogne-sur-Mer avec l'ingénieur René Sarger et l'entrepreneur Georges Tonetti[8],[9]
- 1959-1961 : Église Saint-Aubin à Bonnières avec l'architecte Yves Huchez, le verrier Gérard Lardeur et le sculpteur Maurice Calka
- 1962 : Couvent de franciscains devenu le Greta et la Chapelle Saint-Jean-Baptiste à Boulogne-sur-Mer avec l'ingénieur René Sarger et l'entrepreneur Georges Tonetti[10],[11]
- 1965-1966 : Le collège expérimental audiovisuel Louis-Lumière à Marly-le-Roi[12],[13]
- 1969 : Tour Damrémont à Boulogne-sur-Mer[14]
- 1969-1970 : Le lycée hôtelier du Touquet[15],[16]
- 1971-1981 : École de l’Armée de l’air sur la Base aérienne 721 Rochefort[17]
- 1973-1974 : Palais des sports Damrémont à Boulogne-sur-Mer
- 1974-1978 : Faculté de pharmacie de Strasbourg avec Alfred Kronenberger[18]
- 1977 : Résidence Le Président, boulevard du Docteur Jules-Pouget, au Touquet-Paris-Plage
- 1980 : Extension du bâtiment Ifremer, quai Gambetta à Boulogne-sur-Mer[19]
- 1995 : Mémorial Charles de Gaulle à Saint-Cyr-Coëtquidan